# یسنیتسه (ناحیه راکوونیک)
یسنیتسه (به چکی: Jesenice) یک منطقهٔ مسکونی و شهرستان دارای شهرک سابقاً روستا در جمهوری چک است که در ناحیه راکوونیک واقع شده‌است.